# Franz Kels
Franz Kels, auch Franz Peter Kels, Taufname Franciscus Laurentius Hubertus Keltz (* 25. Dezember 1828 in Düsseldorf; † 20. April 1893 ebenda), war ein deutscher Porträt- und Genremaler der Düsseldorfer Schule.

## Leben

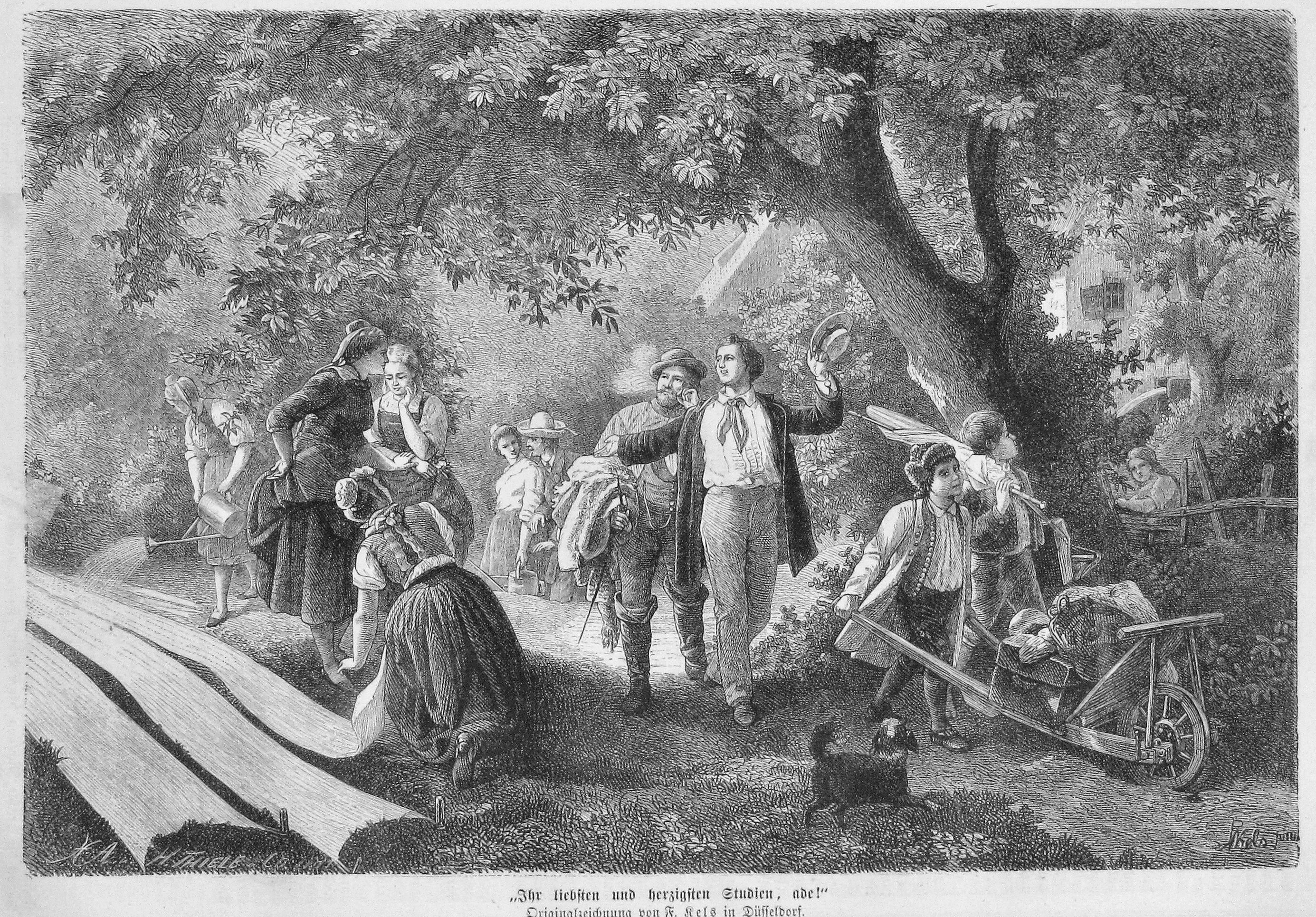
Illustration in der Zeitschrift Die Gartenlaube (1873) nach Kels’ Zeichnung zu dem Gemälde Ausflug der Künstler (1864)

Kels, geboren in Düsseldorf-Derendorf als einziges Kind von Franz Ferdinand Kels (* 1800) und Franziska Sybilla Gertrud Korff (* 1803), besuchte von 1844 bis 1855 die Kunstakademie Düsseldorf, anfangs die Bau- und Gipsklasse, ab 1847 die Klasse von Karl Ferdinand Sohn, der ihn zu einem Bildnismaler ausbildete. Ab 1850 wandte er sich der Genremalerei zu. Ab 1851 war er Schüler von Wilhelm von Schadow, ab 1854 dessen Meisterschüler. Im Sommer 1848 gehörte Kels zu den Gründungsmitgliedern des Künstlervereins Malkasten, dessen Mitglied er bis 1883 blieb. Kels lebte als freischaffender Maler in Düsseldorf. Bekannt wurde er durch spätromantisch inspirierte Genredarstellungen aus dem rheinisch-westfälischen Volksleben. Zu seinen Hauptwerken zählen Der Maler in Dorf (1855), Westfälische Bauernhochzeit (1856) und Ausflug der Künstler (1864).